# Pigmentiphaga soli
Pigmentiphaga soli es una bacteria gramnegativa del género Pigmentiphaga. Fue descrita en el año 2016. Su etimología hace referencia a suelo. Es aerobia y móvil por flagelo polar. Tiene un tamaño de 0,5-0,7 μm de ancho por 0,7-1 μm de largo. Forma colonias circulares, convexas, lisas y de color amarillo claro en agar LB tras 3 días de incubación. También crece en TSA y NA, pero poco en agar R2A. Temperatura de crecimiento entre 15-42 °C, óptima de 30 °C. Tiene un contenido de G+C de 67,3%. Se ha aislado del suelo en Corea del Sur. 